# Johan Dahlin (friidrottare)
Bror Johan Dahlin, född 11 januari 1886 i Sundsvall, död 12 juli 1927 i Kungsholms församling i Stockholm, var en svensk friidrottare (400 meter). 
Dahlin tävlade vid Olympiska sommarspelen 1912 i Stockholm där han blev utslagen på 400 meter och deltog i det svenska stafettlaget på 4x400 meter som blev utslaget. Han hade en agentur- och mäklarfirma i Stockholm.
Johan Dahlin är begravd på Norra begravningsplatsen utanför Stockholm.